# Kiźlinkowy Potok
Kiźlinkowy Potok (także Kiźlinkowy) – potok, prawy dopływ Białki. Wypływa na wysokości 720 m n.p.m. na Pogórzu Spiskim, na wzgórzach po północnej stronie zabudowań miejscowości Trybsz w województwie małopolskim, w powiecie nowotarskim, w gminie Łapsze Niżne. Spływa w północnym kierunku doliną zwaną Kiźlinkową Doliną. Cały czas płynie wśród rozległych łąk, porośnięta lasem jest są tylko Kiźlinkowa Skałka i Kwaśnembrowa Skałka we fragmencie jego prawych zboczy. Kiźlinkowy Potok opływa początkowo Faśnymbrowe Skałki, później jednak dokonuje przełomu w Pienińskim Pasie Skałkowym, oddzielając te skałki od Kramnicy. Zmienia przy tym kierunek na północno-wschodni i powyżej zabudowanego obszaru Krempach, na wysokości 603 m uchodzi do jednego z łożysk rzeki Białka (do Młynówki).
Zlewnia Kiźlinkowego Potoku znajduje się w granicach wsi Krempachy i Nowa Biała w województwie małopolskim, w powiecie nowotarskim, w gminie Nowy Targ.